# Images d'Éthiopie
Pour plus de détails, voir Fiche technique et Distribution.
Images d'Éthiopie est un film belge réalisé par Jean Pichonnier et Paul Pichonnier, sorti en 1949.

## Synopsis
Un documentaire sur l'Éthiopie entre tradition et modernité.

## Fiche technique
- Titre : Images d'Éthiopie
- Réalisation : Jean Pichonnier et Paul Pichonnier
- Photographie : Paul Pichonnier
- Montage : Paul Pichonnier
- Pays :  Belgique
- Genre : Documentaire
- Durée : 65 minutes
- Dates de sortie : 
  -  France : 1949 (Festival de Cannes)

## Distribution
- Georges Farineau
- Robert Lefèvre

## Distinctions
Le film a été présenté en sélection officielle en compétition au Festival de Cannes 1949.